# Mjøsa
Mjøsa – największe jezioro w Norwegii. Znajduje się w południowej części Norwegii, około 100 km na północ od Oslo. Głównym dopływem jest rzeka Gudbrandsdalslågen (in.  Lågen) na północy.
Wysokość lustra n.p.m. wynosi 121 m, według autorów PWN 124 m; powierzchnia jeziora to 362 km, wedle autorów PWN 369 km². Jednym z głównych miast nad jeziorem jest Hamar.
Nad brzegiem jeziora znajduje się Mjøstårnet, który był najwyższym drewnianym budynkiem na świecie (od marca 2019 do sierpnia 2022 roku).